# Demon (musikgrupp)
Demon är ett brittiskt heavy metal-band som bildades 1979 av sångaren Dave Hill, gitarristerna Mal Spooner och Les Hunt, basisten Chris Ellis och trummisen John Wright. Bandet brukar räknas till New Wave of British Heavy Metal.

## Medlemmar
Nuvarande medlemmar
- Dave Hill – sång (1979–1992, 1993–1994, 1996– )
- Ray Walmsley – gitarr (1996–2010), basgitarr (2012– )
- Karl Waye – keyboard (2001–2002, 2012– )
- Neil Ogden – trummor (2002– )
- David Cotterill – gitarr (2007– )
- Paul Hume – gitarr (2010– )

Tidigare medlemmar
- Paul Riley – basgitarr (1979–1980)
- John Wright – trummor (1979–1987)
- Clive Cook – gitarr (1979–1980)
- Mal Spooner – gitarr (1979–1984; död 1984)
- Les Hunt – basgitarr (1981), gitarr (1981–1983)
- Chris Ellis – basgitarr (1982–1983)
- Gavin Sutherland – basgitarr (1984–1985)
- John Waterhouse – gitarr (1984–1992, 1993–1994)
- Steve Watts – keyboard (1984–1991)
- Andy Dale – basgitarr (1986–1988, 1996–2011)
- Nick Bushell – basgitarr (1988–1991)
- Scott Crawford – trummor (1988–1991)
- Steve Brookes – gitarr (1988–1992, 1996–2003)
- Mike Thomas – basgitarr (1992)
- Paul Rosscrow – trummor (1992)
- Steve Pit – trummor (1993–1994)
- Chris Robinson – keyboard (1993–1994)
- John Cotterill – trummor (1996–2002)
- Duncan Hansell – keyboard (1996–2001)
- Paul 'Fazza' Farringon – keyboard (2002–2012)
- Karl Finney – gitarr (2003–2005)
- Tim Read – gitarr (2005–2007)
- Paul "Fasker" Johnson – basgitarr (2011–2012)

## Diskografi
Studioalbum
- 1981 – Night of the Demon
- 1982 – The Unexpected Guest
- 1983 – The Plague
- 1985 – British Standard Approved
- 1985 – Heart of Our Time
- 1987 – Breakout
- 1989 – Taking the World by Storm
- 1990 – One Helluva Night
- 1991 – Hold on to the Dream
- 1992 – Blow-Out
- 2001 – Spaced Out Monkey
- 2005 – Better the Devil You Know
- 2012 – Unbroken
- 2016 – Cemetery Junction

Livealbum
- 1990 – One Helluva Night

Samlingsalbum
- 1991 – Anthology
- 1999 – The Best of Demon: Volume One
- 2006 – Time Has Come - The Best of Demon
- 2019 – The Devil Rides Out

EP
- 1984 – Wonderland
- 1986 – Demon
- 1986 – Sampler

Singlar
- 1980 – "Liar"
- 1981 – "Ride The Wind"
- 1981 – "One Helluva Night" / "Into The Nightmare"
- 1982 – "Have We Been Here Before?"
- 1983 – "The Plague"
- 1984 – "Wonderland"
- 1988 – "Tonight (The Hero Is Back)"
- 2001 – "Spaced Out Monkey"

DVD
- 2009 – The Unexpected Guest Tour - Live at Tiffany's 1982
- 2009 – Up Close and Personal - Live in Germany at The Keep It True Festival warm up show 2006